# Bing (pain)
Pour les articles homonymes, voir Bing.
Bing est un terme désignant dans la cuisine chinoise différentes sortes de galettes ou crêpes à base de farine de blé non levée. Certaines sont similaires aux roti indiens, d'autres aux crêpes françaises, aux tortillas mexicaines, tandis que d'autres se rapprochent plus des gâteaux ou des cookies. Certaines versions sont farcies.
Le terme bing est utilisé pour désigner des plats étrangers similaires, comme la crêpe, keli bing (可麗餅) ou la pizza, bisa bing (比薩餅).